# Дракшич, Рок
Рок Дракшич (словен. Rok Drakšič, р.7 июня 1987) — словенский дзюдоист, чемпион и призёр чемпионатов Европы, призёр Европейских игр.

## Биография
Родился в 1987 году в деревне Гриже, подчинённой муниципалитету Жалец. В 2005 году стал серебряным призёром Средиземноморских игр. В 2008 году принял участие в Олимпийских играх в Пекине, но стал там лишь 32-м. В 2009 году завоевал бронзовую медаль Средиземноморских игр. В 2010 году стал бронзовым призёром чемпионата Европы. В 2012 году вновь стал бронзовым призёром чемпионата Европы, а на Олимпийских играх в Лондоне стал 9-м. В 2013 году стал чемпионом Европы. На чемпионате Европы 2014 года завоевал бронзовую медаль. В 2015 году стал бронзовым призёром Европейских игр.